# Suiza en la Copa Mundial de Fútbol de 1950
Suiza fue una de las 13 selecciones participantes en la Copa Mundial de Fútbol de Brasil 1950, la cual es su tercera participación consecutiva en los mundiales.

## Clasificación

### Primera Ronda
| Equipo 1 | Agr. | Equipo 2   | Ida | Vuelta |
| -------- | ---- | ---------- | --- | ------ |
| Suiza    | 8-4  | Luxemburgo | 5-2 | 3–2    |

### Segunda Ronda
Posteriormente tenía que enfrentar a Bélgica, pero como Bélgica abandonó el torneo, Suiza clasificó al mundial.

## Jugadores
Estos fueron los 22 jugadores convocados para el torneo:

## Resultados
Suiza fue eliminada en la fase de grupos.
| País       | J | G | E | P | GF | GC | GD | PTS |
| ---------- | - | - | - | - | -- | -- | -- | --- |
| Brasil     | 3 | 2 | 1 | 0 | 8  | 2  | +6 | 5   |
| Yugoslavia | 3 | 2 | 0 | 1 | 7  | 3  | +4 | 4   |
| Suiza      | 3 | 1 | 1 | 1 | 4  | 6  | −2 | 3   |
| México     | 3 | 0 | 0 | 3 | 2  | 10 | −8 | 0   |

| 25 de junio de 1950 | Yugoslavia                               | 3-0     | Suiza | Estádio Independência, Belo Horizonte                      |                                                            |
|                     | Mitić 59' · Tomašević 70' · Ognjanov 84' | Reporte |       | Asistencia: 7336 espectadores Árbitro(s): Giovanni Galeati | Asistencia: 7336 espectadores Árbitro(s): Giovanni Galeati |

| 28 de junio de 1950 | Brasil                    | 2-2     | Suiza          | Estádio do Pacaembu, São Paulo                              |                                                             |
|                     | Alfredo 3' · Baltazar 32' | Reporte | Fatton 17' 88' | Asistencia: 42 032 espectadores Árbitro(s): Ramón Azon Roma | Asistencia: 42 032 espectadores Árbitro(s): Ramón Azon Roma |

| 2 de julio de 1950 | Suiza                   | 2-1     | México      | Estádio dos Eucaliptos, Porto Alegre                  |                                                       |
|                    | Bader 10' · Antenen 44' | Reporte | Casarín 89' | Asistencia: 3580 espectadores Árbitro(s): Ivan Eklind | Asistencia: 3580 espectadores Árbitro(s): Ivan Eklind |